# Chhata
Chhata es un pueblo y nagar Panchayat situado en el distrito de Mathura en el estado de Uttar Pradesh (India). Su población es de 23537 habitantes (2011). 

## Demografía
Según el censo de 2011 la población de Chhata era de 23537 habitantes, de los cuales 12567 eran hombres y 10970 eran mujeres. Chhata tiene una tasa media de alfabetización del 68,40%, superior a la media estatal del 67,68%: la alfabetización masculina es del 79,15%, y la alfabetización femenina del 55,98%.